# Cladocarpus leloupi
Cladocarpus leloupi är en nässeldjursart som beskrevs av Wilfrid Arthur Millard 1962. Cladocarpus leloupi ingår i släktet Cladocarpus och familjen Aglaopheniidae. Inga underarter finns listade i Catalogue of Life.